# Élections législatives de 1973 en Moselle
Les élections législatives françaises de 1973 se déroulent les 4 et 11 mars 1973. Dans le département de la Moselle, huit députés sont à élire dans le cadre de huit circonscriptions.

## Élus
| Circonscription | Député sortant                              | Parti | Parti | Député élu ou réélu | Parti | Parti |
| --------------- | ------------------------------------------- | ----- | ----- | ------------------- | ----- | ----- |
| 1re             | Armand Nass suppléant de Raymond Mondon     |       | RI    | Jean Kiffer         |       | MR    |
| 2e              | Pierre Kédinger                             |       | UDR   | Pierre Kédinger     |       | UDR   |
| 3e              | Léon Arnould                                |       | RI    | César Depietri      |       | PCF   |
| 4e              | Maurice Schnebelen                          |       | RI    | Maurice Schnebelen  |       | RI    |
| 5e              | Julien Schvartz                             |       | UDR   | Julien Schvartz     |       | UDR   |
| 6e              | Jean Coumaros                               |       | UDR   | Anne-Marie Fritsch  |       | PRV   |
| 7e              | Étienne Hinsberger                          |       | UDR   | Jean Seitlinger     |       | CDP   |
| 8e              | Maurice Jarrige suppléant de Pierre Messmer |       | UDR   | Pierre Messmer      |       | UDR   |

## Résultats

### Résultats à l'échelle du département
| Parti                 | Parti                                   | Premier tour | Premier tour | Second tour | Second tour | Sièges |
| Parti                 | Parti                                   | Voix         | %            | Voix        | %           | Sièges |
| --------------------- | --------------------------------------- | ------------ | ------------ | ----------- | ----------- | ------ |
|                       | Union des démocrates pour la République | 91 967       | 22,38        | 73 251      | 20,15       | 3      |
|                       | Républicains indépendants               | 47 861       | 11,65        | 52 790      | 14,52       | 1      |
|                       | Centre démocratie et progrès            | 39 281       | 9,56         | 43 861      | 12,06       | 1      |
|                       | Divers droite                           | 7 265        | 1,77         |             |             | 0      |
|                       | Divers droite (gaulliste)               | 1 326        | 0,32         | 0           |             |        |
|                       | Union des républicains de progrès       | 187 700      | 45,68        | 169 902     | 46,73       | 5      |
|                       |                                         |              |              |             |             |        |
|                       | Parti socialiste                        | 65 897       | 16,04        | 58 743      | 16,16       | 0      |
|                       | Parti communiste français               | 60 102       | 14,63        | 50 929      | 14,01       | 1      |
|                       | Parti socialiste unifié                 | 5 446        | 1,33         |             |             | 0      |
|                       | Union de la gauche                      | 131 445      | 31,99        | 109 672     | 30,16       | 1      |
|                       |                                         |              |              |             |             |        |
|                       | Mouvement réformateur                   | 85 850       | 20,89        | 84 014      | 23,11       | 2      |
|                       | Extrême gauche                          | 5 075        | 1,24         |             |             | 0      |
|                       | Gaullistes d'opposition                 | 804          | 0,20         | 0           |             |        |
|                       |                                         |              |              |             |             |        |
| Inscrits              | Inscrits                                | 521 525      | 100,00       | 464 716     | 100,00      | 8      |
| Abstentions           | Abstentions                             | 99 247       | 19,03        | 88 202      | 18,98       |        |
| Votants               | Votants                                 | 422 278      | 80,97        | 376 514     | 81,02       |        |
| Blancs et nuls        | Blancs et nuls                          | 11 404       | 2,7          | 12 926      | 3,43        |        |
| Exprimés              | Exprimés                                | 410 874      | 97,3         | 363 588     | 96,57       |        |
| Source : Data.gouv.fr |                                         |              |              |             |             |        |

### Résultats par circonscription

#### Première circonscription (Metz-I)
| Candidat       | Candidat               | Parti          | Premier tour | Premier tour | Second tour | Second tour |  |
| Candidat       | Candidat               | Parti          | Voix         | %            | Voix        | %           |  |
| -------------- | ---------------------- | -------------- | ------------ | ------------ | ----------- | ----------- |  |
|                | Jean Kiffer élu        | MR             | 18 142       | 25,22        | 27 389      | 37,77       |  |
|                | Jean-Marie Rausch      | CDP (URP)      | 16 207       | 22,53        | 18 053      | 24,89       |  |
|                | Jean Laurain           | PS (UGSD)      | 11 827       | 16,44        | 27 075      | 37,34       |  |
|                | Armand Nass sortant    | RI (URP)       | 11 395       | 15,84        | Retrait     | Retrait     |  |
|                | Arthur Buchmann        | PCF            | 10 397       | 14,45        | Retrait     | Retrait     |  |
|                | Étienne Aubrion        | PSU            | 2 218        | 3,08         |             |             |  |
|                | Jean-Christophe Richez | LCR            | 957          | 1,33         |             |             |  |
|                | Pierre-Alain Dornes    | FP             | 804          | 1,12         |             |             |  |
|                |                        |                |              |              |             |             |  |
| Inscrits       | Inscrits               | Inscrits       | 91 421       | 100,00       | 91 412      | 100,00      |  |
| Abstentions    | Abstentions            | Abstentions    | 17 574       | 19,22        | 17 657      | 19,32       |  |
| Votants        | Votants                | Votants        | 73 847       | 80,78        | 73 755      | 80,68       |  |
| Blancs et nuls | Blancs et nuls         | Blancs et nuls | 1 900        | 2,57         | 1 238       | 1,68        |  |
| Exprimés       | Exprimés               | Exprimés       | 71 947       | 97,43        | 72 517      | 98,32       |  |

#### Deuxième circonscription (Metz-II)
| Candidat       | Candidat                      | Parti          | Premier tour | Premier tour | Second tour | Second tour |  |
| Candidat       | Candidat                      | Parti          | Voix         | %            | Voix        | %           |  |
| -------------- | ----------------------------- | -------------- | ------------ | ------------ | ----------- | ----------- |  |
|                | Pierre Kédinger sortant réélu | UDR (URP)      | 12 409       | 26,98        | 18 523      | 39,23       |  |
|                | Joseph Schaff                 | CDP            | 12 062       | 26,23        | 10 970      | 23,23       |  |
|                | Émile Reiland                 | PS (UGSD)      | 7 350        | 15,98        | 13 465      | 28,52       |  |
|                | Maurice Weisberg              | Rad (MR)       | 6 774        | 14,73        | 4 259       | 9,02        |  |
|                | Gabriel Naumer                | PCF            | 3 433        | 7,46         |             |             |  |
|                | Paul Mirguet                  | Divers droite  | 1 514        | 3,29         |             |             |  |
|                | Gérard Sautré                 | PSU            | 1 460        | 3,17         |             |             |  |
|                | Michel Dezileau               | LO             | 990          | 2,15         |             |             |  |
|                |                               |                |              |              |             |             |  |
| Inscrits       | Inscrits                      | Inscrits       | 59 251       | 100,00       | 59 252      | 100,00      |  |
| Abstentions    | Abstentions                   | Abstentions    | 11 861       | 20,02        | 11 189      | 18,88       |  |
| Votants        | Votants                       | Votants        | 47 390       | 79,98        | 48 063      | 81,12       |  |
| Blancs et nuls | Blancs et nuls                | Blancs et nuls | 1 398        | 2,95         | 846         | 1,76        |  |
| Exprimés       | Exprimés                      | Exprimés       | 45 992       | 97,05        | 47 217      | 98,24       |  |

#### Troisième circonscription (Thionville-Ouest)
| Candidat       | Candidat             | Parti          | Premier tour | Premier tour | Second tour | Second tour |  |
| Candidat       | Candidat             | Parti          | Voix         | %            | Voix        | %           |  |
| -------------- | -------------------- | -------------- | ------------ | ------------ | ----------- | ----------- |  |
|                | Léon Arnould sortant | RI (URP)       | 19 332       | 33,92        | 27 007      | 48,13       |  |
|                | César Depietri élu   | PCF            | 17 839       | 31,3         | 29 111      | 51,87       |  |
|                | Victor Madelaine     | PS (UGSD)      | 15 257       | 26,77        | Retrait     | Retrait     |  |
|                | Guido Jacob          | CD (MR)        | 3 831        | 6,72         |             |             |  |
|                | Robert Durn          | LCR            | 736          | 1,29         |             |             |  |
|                |                      |                |              |              |             |             |  |
| Inscrits       | Inscrits             | Inscrits       | 70 382       | 100,00       | 70 360      | 100,00      |  |
| Abstentions    | Abstentions          | Abstentions    | 12 097       | 17,19        | 11 934      | 16,96       |  |
| Votants        | Votants              | Votants        | 58 285       | 82,81        | 58 426      | 83,04       |  |
| Blancs et nuls | Blancs et nuls       | Blancs et nuls | 1 290        | 2,21         | 2 308       | 3,95        |  |
| Exprimés       | Exprimés             | Exprimés       | 56 995       | 97,79        | 56 118      | 96,05       |  |

#### Quatrième circonscription (Thionville-Est)
| Candidat       | Candidat                         | Parti          | Premier tour | Premier tour | Second tour | Second tour |  |
| Candidat       | Candidat                         | Parti          | Voix         | %            | Voix        | %           |  |
| -------------- | -------------------------------- | -------------- | ------------ | ------------ | ----------- | ----------- |  |
|                | Maurice Schnebelen sortant réélu | RI (URP)       | 17 134       | 33,42        | 25 783      | 53,94       |  |
|                | Sylvie de Sélancy                | CD (MR)        | 12 710       | 24,79        | 201         | 0,42        |  |
|                | René de Matteis                  | PCF            | 11 260       | 21,97        | 21 818      | 45,64       |  |
|                | Jean-Claude Bouillé              | PS (UGSD)      | 8 654        | 16,88        | Retrait     | Retrait     |  |
|                | Gérard Eppstein                  | LO             | 1 504        | 2,93         |             |             |  |
|                |                                  |                |              |              |             |             |  |
| Inscrits       | Inscrits                         | Inscrits       | 63 940       | 100,00       | 62 984      | 100,00      |  |
| Abstentions    | Abstentions                      | Abstentions    | 11 263       | 17,61        | 11 680      | 18,54       |  |
| Votants        | Votants                          | Votants        | 52 677       | 82,39        | 51 304      | 81,46       |  |
| Blancs et nuls | Blancs et nuls                   | Blancs et nuls | 1 415        | 2,69         | 3 502       | 6,83        |  |
| Exprimés       | Exprimés                         | Exprimés       | 51 262       | 97,31        | 47 802      | 93,17       |  |

#### Cinquième circonscription (Saint-Avold)
| Candidat       | Candidat                      | Parti          | Premier tour | Premier tour | Second tour | Second tour |  |
| Candidat       | Candidat                      | Parti          | Voix         | %            | Voix        | %           |  |
| -------------- | ----------------------------- | -------------- | ------------ | ------------ | ----------- | ----------- |  |
|                | Julien Schvartz sortant réélu | UDR (URP)      | 21 109       | 38,44        | 23 884      | 41,18       |  |
|                | Roger Hesse                   | CD (MR)        | 15 605       | 28,41        | 15 917      | 27,44       |  |
|                | André Podsiadlo               | PS (UGSD)      | 10 797       | 19,66        | 18 203      | 31,38       |  |
|                | Marcel Zieder                 | PCF            | 7 410        | 13,49        | Retrait     | Retrait     |  |
|                |                               |                |              |              |             |             |  |
| Inscrits       | Inscrits                      | Inscrits       | 73 841       | 100,00       | 73 834      | 100,00      |  |
| Abstentions    | Abstentions                   | Abstentions    | 17 151       | 23,23        | 14 812      | 20,06       |  |
| Votants        | Votants                       | Votants        | 56 690       | 76,77        | 59 022      | 79,94       |  |
| Blancs et nuls | Blancs et nuls                | Blancs et nuls | 1 769        | 3,12         | 1 018       | 1,72        |  |
| Exprimés       | Exprimés                      | Exprimés       | 54 921       | 96,88        | 58 004      | 98,28       |  |

#### Sixième circonscription (Forbach)
| Candidat       | Candidat                | Parti          | Premier tour | Premier tour | Second tour | Second tour |  |
| Candidat       | Candidat                | Parti          | Voix         | %            | Voix        | %           |  |
| -------------- | ----------------------- | -------------- | ------------ | ------------ | ----------- | ----------- |  |
|                | Jean Coumaros sortant   | UDR (URP)      | 12 949       | 29,46        | 16 630      | 39,15       |  |
|                | Anne-Marie Fritsch élue | Rad (MR)       | 12 565       | 28,59        | 25 845      | 60,85       |  |
|                | Jean Muller             | Divers droite  | 5 751        | 13,08        |             |             |  |
|                | Erwin Maurer            | PS (UGSD)      | 5 129        | 11,67        |             |             |  |
|                | Gabriel Schlosser       | PCF            | 4 906        | 11,16        |             |             |  |
|                | Albert Gerhard          | PSU            | 1 768        | 4,02         |             |             |  |
|                | Raymond Hallard         | LO             | 888          | 2,02         |             |             |  |
|                |                         |                |              |              |             |             |  |
| Inscrits       | Inscrits                | Inscrits       | 58 666       | 100,00       | 58 656      | 100,00      |  |
| Abstentions    | Abstentions             | Abstentions    | 13 112       | 22,35        | 13 418      | 22,88       |  |
| Votants        | Votants                 | Votants        | 45 554       | 77,65        | 45 238      | 77,12       |  |
| Blancs et nuls | Blancs et nuls          | Blancs et nuls | 1 598        | 3,51         | 2 763       | 6,11        |  |
| Exprimés       | Exprimés                | Exprimés       | 43 956       | 96,49        | 42 475      | 93,89       |  |

#### Septième circonscription (Sarreguemines)
| Candidat       | Candidat                   | Parti                     | Premier tour | Premier tour | Second tour | Second tour |  |
| Candidat       | Candidat                   | Parti                     | Voix         | %            | Voix        | %           |  |
| -------------- | -------------------------- | ------------------------- | ------------ | ------------ | ----------- | ----------- |  |
|                | Étienne Hinsberger sortant | UDR (URP)                 | 12 170       | 30,74        | 14 214      | 36,03       |  |
|                | Jean Seitlinger élu        | CDP                       | 11 012       | 27,82        | 14 838      | 37,61       |  |
|                | Robert Pax                 | CD (MR)                   | 9 257        | 23,38        | 10 403      | 26,37       |  |
|                | Joseph Helleringer         | PS (UGSD)                 | 3 250        | 8,21         |             |             |  |
|                | Alphonse Walter            | PCF                       | 2 571        | 6,49         |             |             |  |
|                | Joseph Gribelbauer         | Divers droite (Gaulliste) | 1 326        | 3,35         |             |             |  |
|                |                            |                           |              |              |             |             |  |
| Inscrits       | Inscrits                   | Inscrits                  | 48 222       | 100,00       | 48 218      | 100,00      |  |
| Abstentions    | Abstentions                | Abstentions               | 7 634        | 15,83        | 7 512       | 15,58       |  |
| Votants        | Votants                    | Votants                   | 40 588       | 84,17        | 40 706      | 84,42       |  |
| Blancs et nuls | Blancs et nuls             | Blancs et nuls            | 1 002        | 2,47         | 1 251       | 3,07        |  |
| Exprimés       | Exprimés                   | Exprimés                  | 39 586       | 97,53        | 39 455      | 96,93       |  |

#### Huitième circonscription (Sarrebourg)
|                | Pierre Messmer sortant réélu | UDR (URP)      | 33 330 | 72,12  |  |  |  |
|                | Georges Perrin               | MR             | 6 966  | 15,07  |  |  |  |
|                | Jean Garel                   | PS (UGSD)      | 3 633  | 7,86   |  |  |  |
|                | Jean-Louis Domergue          | PCF            | 2 286  | 4,95   |  |  |  |
|                |                              |                |        |        |  |  |  |
| Inscrits       | Inscrits                     | Inscrits       | 55 802 | 100,00 |  |  |  |
| Abstentions    | Abstentions                  | Abstentions    | 8 555  | 15,33  |  |  |  |
| Votants        | Votants                      | Votants        | 47 247 | 84,67  |  |  |  |
| Blancs et nuls | Blancs et nuls               | Blancs et nuls | 1 032  | 2,18   |  |  |  |
| Exprimés       | Exprimés                     | Exprimés       | 46 215 | 97,82  |  |  |  |